# 3. Klavierkonzert (Prokofjew)
Sergei Prokofjew komponierte sein Klavierkonzert Nr. 3 in C-dur, opus 26 von 1917 bis 1921, die Uraufführung fand am 16. Dezember 1921 in Chicago mit Prokofjew als Solisten statt.
Das Klavierkonzert Nr. 3 gilt als das am einfachsten zu verstehende Klavierkonzert Prokofjews, da es im Gegensatz zum 2. Klavierkonzert auf den exzessiven Gebrauch von Dissonanzen verzichtet und reich an musikalischen Einfällen ist. Bis heute erfreut es sich großer Popularität (zum Beispiel wurde dieses Konzert von den beiden bestplatzierten Pianisten im Finale des Tschaikowski-Wettbewerbs 2007 aufgeführt). Die Uraufführung in Chicago wurde verhalten aufgenommen, erst in der Pariser Premiere von 1922 (Dirigent Sergei Alexandrowitsch Kussewizki, Pianist Prokofjew) wurde das Werk vom Publikum angenommen.
Die drei Satzbezeichnungen lauten
1. Andante Allegro
2. Tema con variazioni, Andantino
3. Allegro ma non troppo

## Besetzung
Das Werk verlangt die folgende Orchesterbesetzung:
Holzbläser:
2 Flöten,1 Piccolo, 2 Oboen. 2 Klarinetten, 2 Fagotte
Blechbläser:
4 Hörner, 2 Trompeten, 3 Posaunen, 2 Tubas
Schlagwerk:
Pauke, Große Trommel, Becken, Kastagnetten, Tamburin
Streicher:
Violinen, Bratschen, Celli, Kontrabässe

## Musik

### Erster Satz
Der erste Satz eröffnet mit einer lyrischen Melodie, vorgetragen von der Klarinette und dann von den Streichern übernommen, und führt dann in einem Staccato-Lauf zum Klaviereinsatz. Von da an strahlt die Musik eine starke rhythmische Vitalität aus. Nach einer kontinuierlichen Steigerung verebbt die Kraft; das groteske Seitenthema wird von den Oboen eingeführt und wiederholend vom Klavier aufgegriffen und variiert. Statt der Wiederkehr des Hauptthemas erfolgt eine relativ kurze Passage, die zur Durchführung überführt.
Diese beginnt mit dem erneut vom Orchester vorgetragenen lyrischen Anfangsgedanken, allerdings diesmal in Fortissimo immer leiser werdend. Nach einmaligem Vortrag dieses Themas durch das Orchester setzt eine romantische Verarbeitung desselben durch das Klavier ein, nach welcher in einen Abschnitt harmonisch relativ einfacher Akkordzerlegungen übergeführt wird. Dieselbe Staccato-Überleitung wie ganz am Anfang ist nun auf das Klavier übertragen und führt zur Reprise.
Diese weicht allerdings sehr schnell von der Exposition ab und nimmt erneut groteske Züge an. Schließlich führt die Staccato-Passage zum Schluss des ersten Satzes über.

### Zweiter Satz
Der zweite Satz (e-Moll) ist ein Thema mit fünf Variationen und Wiederkehr des Themas am Ende, in welchen, für einen langsamen Mittelsatz überraschend, die schnellen Variationen überwiegen. 
Die Einführung des Themas erfolgt durch Flöten und Oboen in Form einer Gavotte. In dieser rein orchestralen Episode kommt Prokofjews Genialität in Bezug auf Instrumentation besonders zur Geltung.
Nach der Vorstellung des Themas durch das Orchester folgt eine langsame, sehr romantisch gehaltene Verarbeitung durch das Klavier in der ersten Variation, welche mit einer Art Überleitung in Form eines langen Trillers gefolgt von einem Glissando-artigen Lauf beginnt. Diese Einleitung muss als Vorbild der Klarinetteneinleitung von George Gershwins Rhapsody in Blue betrachtet werden.
Die zweite Variation besteht größtenteils aus sehr schnellen Tonleitern und Oktavzerlegungen für das Klavier, während das Orchester das Thema verarbeitet.
Die dritte Variation, durchgehend von schroffen Dissonanzen geprägt und noch dazu durch eine synkopierte Betonung weiter in Unruhe gebracht, zerlegt das Thema so, dass es kaum noch wiederzufinden ist.
In der vierten Variation (Andante meditativo) sinniert das Klavier über das Hauptthema in freiem Dialog mit dem Orchester. Fallende Terzen mit der Vortragsbezeichnung freddo (kalt) schaffen zusammen mit den mystischen Harmonien in dieser Variation eine entrückte Stimmung. Das Stück verebbt im Pianissimo, aus welchem sich die fünfte Variation erhebt.
Diese ist eigentlich zweiteilig: Der erste Teil gleicht einem grotesk-lustigen Dialog, welcher zwischen scherzhaften Vorschlägen und aufbrausenden Arpeggien abwechselt; der zweite Teil verarbeitet das gespiegelte Thema in großen Akkordumfängen. 
Eine Reihe von Läufen, die die ganze Klaviatur umfangen, führt zurück zum Thema, welches vom Klavier mit Pianissimo- und Staccatissimo-Akkorden begleitet wird. Das Tempo der Coda ist zwar durch die kontinuierliche Temposteigerung der vorhergehenden Sätze das doppelte wie am Beginn, dafür sind auch die Notenwerte die doppelten, wodurch sich der Eindruck ergibt, das Thema würde genau so langsam wie zu Beginn gespielt werden.

### Dritter Satz
Der dritte Satz ist geprägt von brillanter, kontinuierlich gesteigerter Virtuosität. Nach einem besonders virtuosen Anfang folgt eine nachdenkliche Episode und kurz darauf ein sehr romantischer Mittelteil, welcher an den Mittelteil des letzten Satzes des 2. Klavierkonzerts von Prokofjew erinnert. Dem folgt eine Reprise, welche immer wieder das Thema in aufgreift, sich dabei kontinuierlich steigert und schließlich in einem furiosen Finale gipfelt.

## Diskographie
Das Dritte ist das mit Abstand am häufigsten ge- und eingespielte Konzert Prokofjews. Es ist das einzige Konzert, das der Komponist selbst als Pianist, 1932 mit dem London Symphony Orchestra unter Piero Coppola für His Master’s Voice, einspielte. Eine weitere frühe Aufnahme, mit William Kapell 1949 unter Antal Doráti, hielt sich ebenfalls bis heute im Katalog. Van Cliburns Aufnahme mit Fritz Reiner und dem Chicago Symphony Orchestra 1960 war die erste Aufnahme des Konzertes in der Chicago Orchestra Hall, in der die Uraufführung 1921 stattgefunden hatte. Byron Janis’ Moskauer Einspielung 1962 war die erste Aufnahme in der Sowjetunion, die von nicht-russischen Tonmeistern betreut wurde. Martha Argerich spielte das Konzert zweimal ein; 1967 mit den Berliner Philharmonikern unter Claudio Abbado, 1997 mit Charles Dutoit. Letztere Aufnahme erhielt einen Grammy. Die Aufnahme von Terence Judd beim Tschaikowski-Wettbewerb 1978 unter Alexander Lasarew wurde auf Schallplatte und CD veröffentlicht und ist bis heute erhältlich. Jewgeni Kissin brachte es bisher sogar auf drei Aufnahmen; die letzte unter Vladimir Ashkenazy erhielt ebenfalls einen Grammy. Unter den Gesamtaufnahmen aller 5 Klavierkonzerte sind Ashkenazy (mit Previn), Alexander Toradse (mit Gergijew), Wladimir Krainew (mit Kitajenko), Yefim Bronfman (mit Mehta), Michel Béroff (mit Masur und dem Gewandhausorchester Leipzig) sowie Horacio Gutierrez in der gemeinsamen Gesamtaufnahme mit Boris Berman (unter Neeme Järvi) zu nennen.